# Piotr Matywiecki
Piotr Hubert Matywiecki (ur. 5 czerwca 1943 w Warszawie) – polski poeta, krytyk literacki, eseista, z zawodu bibliotekarz.

## Życiorys
Syn poety i prawnika Anastazego Matywieckiego. Studiował polonistykę na Uniwersytecie Warszawskim. Był pracownikiem Biblioteki Uniwersyteckiej w Warszawie. Na początku lat 80. dołączył do zakładowej „Solidarności”, w stanie wojennym współtworzył opozycyjny „Biuletyn Solidarności UW”. Współredagował również wydawane poza cenzurą pismo „Wezwanie”. Współpracował z pismami „Więź”, „Twórczość”, „Powściągliwość i Praca”, a od 1990 z Polskim Radiem. W 1989 został członkiem Stowarzyszenia Pisarzy Polskich.
Sześciokrotnie nominowany do Nagrody Literackiej Nike (Ta chmura powraca w 2006 – finał nagrody, Twarz Tuwima w 2008 – finał nagrody, Powietrze i czerń w 2010, Którędy na zawsze w 2016 – finał nagrody, Stary gmach w 2017, Do czasu w 2019). W 1994 wyróżniony Nagrodą Polskiego PEN Clubu im. Ksawerego Pruszyńskiego, w 2008 otrzymał Nagrodę Literacką Gdynia w kategorii eseistyka (za Twarz Tuwima), w 2010 wyróżniony Wrocławską Nagrodą Poetycką Silesius w kategorii książka roku oraz nominowany do Nagrody Literackiej Gdynia (za Powietrze i czerń), w 2011 został laureatem nagrody „Kamień” przyznawanej podczas Festiwalu Miasto Poezji, a za Dwa oddechy. Szkice o tożsamości żydowskiej i chrześcijańskiej został nominowany do Nagrody Literackiej Gdynia 2011 w kategorii eseistyka, w 2013 nominowany do Nagrody Poetyckiej Orfeusz za tom Widownia, w 2014 otrzymał Nagrodę Jana Karskiego i Poli Nireńskiej. Laureat Nagrody Literackiej m.st. Warszawy 2016 w kategorii poezja za Którędy na zawsze. W 2019 został uhonorowany Nagrodą Polskiego PEN Clubu im. Jana Parandowskiego.
Odznaczony Krzyżem Oficerskim Orderu Odrodzenia Polski (2013). W 2016 odmówił przyjęcia przyznanego przez ministra Piotra Glińskiego Złotego Medalu „Zasłużony Kulturze Gloria Artis”. W 2020 wyróżniony tytułem honorowego obywatela gminy Kadzidło.
Poeta Janusz Szuber napisał wiersz pt. Do Piotra Matywieckiego, opublikowany w tomiku poezji pt. Biedronka na śniegu z 2000.

## Twórczość

### Książki poetyckie
- Podróż (Czytelnik, Warszawa 1975)
- Struna (Czytelnik, Warszawa 1979)
- Płanetnik i śmierć (Państwowy Instytut Wydawniczy, Warszawa 1981)
- Anioł z ognia i lodu (Wydawnictwo Literackie, Kraków 1986)
- Światło jednomyślne (Państwowy Instytut Wydawniczy, Warszawa 1990)
- Nawrócenie Maxa Jacoba (Przedświt, Warszawa 1994)
- Poematy biblijne (Wydawnictwa Fundacji Historia Pro Futuro, Warszawa 1995)
- Improwizacje i światy (Pracownia, Ostrołęka 1997)
- Zwyczajna, symboliczna, prawdziwa (Open, Warszawa 1998)
- Ta chmura powraca (Wydawnictwo Literackie, Kraków 2005)
- Powietrze i czerń (Wydawnictwo Literackie, Kraków 2009)
- Zdarte okładki (Biuro Literackie, Wrocław 2009)
- Widownia (Wydawnictwo Literackie, Kraków 2012)
- Którędy na zawsze (Wydawnictwo Literackie, Kraków 2015)
- Palamedes (Biuro Literackie, Stronie Śląskie 2017)
- Do czasu (Wydawnictwo Literackie, Kraków 2018)
- Wszyscy inni (Instytut Mikołowski, Mikołów 2019)
- Poematy biblijne (Państwowy Instytut Wydawniczy, Warszawa 2020)
- Skrytka (Wydawnictwo Literackie, Kraków 2021)
- Cykle (Państwowy Instytut Wydawniczy, Warszawa 2024)
- Epika (Biuro Literackie, Kołobrzeg 2025)

### Pozostałe publikacje
- Kamień graniczny (Oficyna Wydawnicza Latona, Warszawa 1994)
- Twarz Tuwima (Wydawnictwo W.A.B, Warszawa 2007)
- Dwa oddechy. Szkice o tożsamości żydowskiej i chrześcijańskiej (Biblioteka Więzi, Warszawa 2010)
- Myśli do słów. Szkice o poezji (Biuro Literackie, Wrocław 2013)
- Świadomość (Instytut Mikołowski, Mikołów 2014)
- Stary gmach (Biblioteka Więzi, Warszawa 2016)
- Własne oczy (Wydawnictwo Aletheia, Warszawa 2024)